# 雅各·拉岡
雅各-馬里-埃米爾·拉岡（法語：Jacques-Marie-Émile Lacan，法語發音：[ʒak maʁi emil lakɑ̃]，1901年4月13日—1981年9月9日），法國精神分析學家和精神病学家。被誉为“自弗洛伊德以来最具争议的精神分析学家”
拉康自1953年至1981年以来每年都在巴黎举办研讨会，并发表论文，这些论文后来被收录在《文集》一书中。1954年至1976年举办的研讨会的记录也有出版。
他的作品对后结构主义、批判理论、女性主义理论和电影理论等领域的欧陆哲学和文化理论，以及精神分析实践本身产生了重大影响。
拉康采用并讨论了弗洛伊德的全部概念，强调弗洛伊德思想的哲学维度，并将源自语言学和人类学结构主义的概念应用于自己作品的发展，并通过使用谓词逻辑和拓扑学的公式进行进一步扩充。
因采取这一新方向，并在临床实践中引入有争议的创新，导致拉康及其追随者被国际精神分析协会驱逐。但是拉康继续建立新的精神分析机构来推广和发展他的工作，他宣称这是“回归弗洛伊德”，以反对心理学和制度性精神分析合谋适应社会规范的流行趋势。

## 概要
拉岡在精神分析學的理論上，對弗洛伊德的理論進行了重要的解讀，應用歐陸哲學（結構主義、黑格爾哲學、海德格爾哲學）為基礎，為精神分析的理論，提供了一次哲學性的重塑，亦從基礎理論上解開了對弗洛伊德的一些誤解（例如對弗洛伊德的「泛性論指控」）。拉岡曾於巴黎高等師範學院學習哲學，並於索邦大學接受過完整的醫學訓練，博士研究也是以精神病學為主題。但由於拉岡自小對歐陸哲學有深入認識，令拉岡在討論人類精神問題時，既可以提昇至哲學（知識論）的層面，亦能夠在臨床（病理結構）經驗上，提出有效的看法。目前在後拉岡的研究方向上，分成文化研究和臨床研究兩大方面，是弗洛伊德之後，少有的一位能夠同時影响文化層面，而又能夠為從事心理分析的分析師提供實用指導的一位大師級人物。
在文化應用上，其理論受到歐美大學的文學院及社會學院的歡迎，令精神分析學成為哲學方法之外，另一種知識型態，足以為人類作為主體的基礎，除了哲學解釋外，提供一個精神分析的解釋規格。一直以來，有提法指拉岡的理論是一種哲學化的論述，但晚近已有學者提出，哲學和心理分析學分道揚鑣的說法，前者的目的和言說方向，始終不能脫離對邏各斯作為意識本源的說法，就算德里達的方法也只是一種策略性的背反，是否能真正離開邏各斯中心主義，仍是有待更多討論，但心理分析的本質，並不是一種新的知識論言論，而是對於不可知的潛意識，進行的一種覺醒式的實踐。由於哲學知識的本質是可以在意識範疇內得以理解的思維活動，當中的表述是言說；但心理分析所進入的範疇則是處於意識以外的，是一種「非知識」，雖然語言成為心理分析必然的工具，但卻不是心理分析要得到的結果，心理分析的結果本身是一種透過講談過程所得到的實踐效應。故此，心理分析是哲學以外的另一種知識型態。
在臨床理論上，拉岡關注部分精神分析師對美國式自我心理學的傾斜，認為精神分析的革命性動力，來自對潛意識進行結構性的解讀，而不是反過來以「自我」作為潛意識的指導，拉岡認為這是背叛了弗洛伊德精神的變質理論，潛意識絕對不會是意識的對等辯證，對自我意識的理解無助於我們進一步的明白潛意識的運作。其中包括了弗洛伊德的女兒安娜·弗洛伊德，她強化了「自我」在個人面對需求和社會現實時的位置，令「自我」成為平衡內部潛意識衝突的調節機制，不過，這種回歸「維多利亞式」自我意識的提法，其實就是潛意識無法得到表達的原始死結。在進行臨床分析時，分析師為了達到較快的結果，都會向病者提示某種行為機制，其實這方法最終只會令病者的潛意識無法自主地得到表達，自我在分析師加以授權後，成為某種強大的指導力量，反過來控制潛意識的表述。對於拉岡，自我心理學反映的是精神分析和美國文化的結合，并没有破壞了弗洛伊德的原創性。

## 拉岡和IPA的爭論
拉岡和自我心理學有着長達三十年的對立，原因不仅仅是他被開除出法國精神分析學會的會籍，並自行建立一個有別國際精神分析學會的組織。
在爭議的初期，拉岡作為法國心理分析界的重要人物，也是當時負責參與分析師培訓的導師，但由於拉岡堅持心理分析每次講談聚會的時間，應該由分析師自行決定，不必按傳統做法，硬性規定為四十五分鐘，以避免各種如移情作用、重覆慣性表述等問題出現，影響了分析的結果，故此堅持可以進行簡短會面。另外，拉岡亦反對分析師的培訓方法，過份注重形式主義的教條。由於這種種原因，拉岡被迫離開國際精神分析學會，開始了和以美國為首的自我心理學及國際精神分析學會進行理論性爭議，亦先後創立多個法國的精神分析組織。

## 拉岡和歐陸哲學
在爭議的二十年間，拉岡每星期進行公開的講座，發表有關精神分析的重要理論，長達二十年的講座記錄目前成為精神分析最重要的理論記錄。其間拉岡大量引用結構主義語言學、黑格爾哲學，並發展出一套對主體性的〔後現代式〕重塑。拉岡對哲學性問題的評論，為歐洲哲學界帶來強大衝擊，是存在主義、結構主義理論誕生以來最具創造性的理論家。拉岡的思想本源受到斯賓諾莎的影响，在六十年代開始，以結構主義語言學的方式，對弗洛依德的理論進行解讀。
近年來對於拉岡和德里達的研究，發現兩人就解構（邏各斯中心主義）和主體反易性（Subversion of Subjectivity）的提法有很多有趣的共通，令拉岡成為結構主義之後最有影響的理論家，由於拉岡於六十年代至八十年代長達二十多年的每周講談會，一直是當代哲學家及理論家的搖籃，其中曾經參加講談會的有德勒茲、雅克-阿兰·米勒、斯拉夫·紀傑克、巴狄烏。他們先後成為目前歐洲最有影響力的哲學家。這足以反映拉岡在當代的影響，已超越心理分析學的範疇。目前有關拉岡的講談集有半數作記錄仍然未能出版，當中有涉及拓樸學和主體物性的討論，將會是歐洲最重要的哲學原創資料。
近年，拉岡學派訓練的心理分析學者在拉丁美洲及歐洲多個國家數量大幅增長，並建立目前最大的心理分析學會——世界心理分析联合会，和以英美為主的國際精神分析學會形成兩大系統，分別為弗洛依德創立的心理分析學，提供強大的知識系統。拉岡學派的組織亦於2000年間分成兩大系統，分別是由雅克-阿兰·米勒主持的世界心理分析联合会及在巴西成立的收斂。

## 精神分析及後現代處境
精神分析學的原始理論是弗洛依德於二十世紀初創始的，自從尼采於十九世紀宣示了上帝已死，歐洲文化展現了對人的本質各種嚮往，由文藝復興至工業革命，人成為了所有意義的核心，對於人作為所有存在的基本因素這一論題，弗洛依德提出了劃時代的提法，從精神病學的研究中，弗洛依德對於人類心志內部的不穩定、不統一、互相矛盾，有深刻的提法，尤其是他提出，我們自我理解的意識，只是整體意識的一小部份，作為冰山一角以外的是所謂的潛意識，也是影響人行為最大的因素。弗洛依德開展了對於人類內部意志不穩定性的研究，對當時以人本主義為口號的思潮，產生莫大的影響。這一特點由弗洛依德以至後來的雅各·拉岡，均得到很有系統的發展。
精神分析學的另一個成份是關於對性的研究，這是人類歷史上，很敏感而沒有詳細研究的主題。弗洛依德的原創性，是能夠以性作為人類家庭關係／社會組織／道德制約／想像力／求生慾／破壞力／藝術創作的原動力。弗洛依德以詳盡而細緻的文化分析，進入我們生活的多個層面，以性作為出發點，進入各個深層的人性區域，雖然最終被批評為泛性主義，但到目前為止，弗洛依德的人性觀，依然是解釋性最強和含蓋性最廣的一種提法。不過，目前有學者仍然不同意弗洛依德以性為基礎的理論。拉岡則利用家庭三角結構及主體性兩個結構性元件，作為弗洛依德性論的附註，令弗洛依德的理論有了更具說服力的新意義。
拉岡作為繼弗洛依德之後，最具原創性的心理分析學家，而且他能夠結合弗洛依德的理論和法國當代關於結構主義／後結構主義／後現代主義／解構主義等激進哲學思潮，令弗洛依德的原創思想得到更新的動力。到目前為止，拉岡的講談集只有不多於三分之一正式面世，其中關於心理和拓扑的結合將會是令未來論者感到最具挑戰性的。

## 拉岡在亞洲
拉岡理論發展至亞洲有十多年歷史，一直是文學院或外國文學系研究的課題，近年陸續有歐美回流的心理分析學者，發展成有理論心理分析學和臨床心理分析兩大方面。其中二零零八年在香港舉行了首次專以拉岡為題的座談會，由香港心理分析協會於樹仁大學舉行了，一星期的演說，有英國學者Dr. Sean Homer 和英國弗洛伊德分析研究中心受訓的希臘心理分析師Dr. Eugenie Georgacca到香港介紹拉岡的理論，及有關理論在分析精神患者的獨特技術。有關的國際性會議，這次是首次進行實則技術層面，面對香港的專業心理學者，這是首次進行正面的專業性會議。這次名為[拉岡理論及臨床心理分析學研討會]，為亞洲拉岡研究開始了新局面。世界心理分析聯會的雅克-阿兰·米勒表示，WAP 十分注意心理分析學在亞洲和中國的發展。目前，该协会的精神分析家Nathalie Charraud自2010年到四川大学访学之后，开始与成都精神分析中心的多位留法学者定期开展研讨班。
於2008年，香港心理分析協會 聯合來自澳洲的拉岡學者Russell Grigg，在香港舉行正期的心理分析班，開始香港地區首批自行接受拉岡心理分析的分析師。於2009年，協會改組為核心性的心理分析單位，集中臨床心理分析的應用，和當地善終團體合作發展專科性的心理分析服務，亦邀請著名的宗教學者Dzogchen Ponlop Rinpoche主持以死亡及心理分析為題的講座，為香港的前線醫護人員介紹有關心理分析的主題。
目前在中國，有關拉岡的研究主要在四川大學，其中引入弗洛依德及拉岡的理論，成都精神分析中心 （页面存档备份，存于）。
该中心的主要发端是霍大同教授，1986年留法，1年后开始接受精神分析家米歇尔•吉布尔先生那里的长达5年的一周3次的个人分析，并参加精神分析的研讨班，进行学习理论，1993年完成个人分析和博士学业归国后，开始在四川大学供职，同时开展的是他的精神分析实践。 2000年吉布尔先生第一次访问四川大学后，组建了中欧精神分析互动联合会，续而该组织的亨利·冯达纳（Henri Fontana），米歇尔·吉布尔，罗兰·科朗（Laurent Cornaz），帕斯卡尔·阿苏（Pascale Hassoun）来蓉开展了研讨班。该年8月1日至3日，成都精神分析中心与四川大学心理所联合主办的一次国际性的学术讨论会，“纪念弗洛伊德发表《释梦》100周年学术研讨会”。旨在纪念以弗洛伊德的《释梦》发表为标志的精神分析学诞生100年。2006年4月13日至16日，由成都精神分析中心与国际拉康派精神分析组织“聚合”（Convergencia）联合，在青城山举行了2006年成都国际精神分析研讨会，讨论的主题是“精神分析的科学性”。此后每年有两次（冬夏）法国拉康派精神分析家来蓉讲学，并且每年开展一次中法精神分析国际研讨会。目前，初步建立了与国际接轨的精神分析家的实践基础和培养体制。 
在台灣，精神分析在醫療系統內有特定位置，當中有不少精神科醫生參與，但目前並沒有拉岡系統的精神分析學會。於二零零八年，台灣主辦了一次大型的學術會議，邀請多位有名拉岡學者參加。

## 拉岡的精神分析理論

### 鏡像場景及我的形成
Mirror Stage -- 拉岡早於 1936年發表的一篇主題論文中，提出小孩子在成長過程一個極端重要的時刻，在小孩子約為十五個月的時期，孩子會突然間出現一種視覺突變，部份論者認為這是指生物上的轉變，不過我們必須理解這裡提及的轉變，是結合生理學／腦部發展／認知能力／感情因素的結合性轉變，缺少一項也不能算是鏡像場景的突變。
小孩子由一歲半開始，會對一個來自外在世界的自身反映（即鏡像中母親提著小孩的映像）產生一種原始的認同，並產生一種幻想性認知（亦是後錯誤認知的基本型），對自己能作為一個整体（gestalt），感到異常的快樂，可是這完整自我的想法是缺乏生物性基礎，事實上小孩子當時的能動性和自主性都只是有限的，他所成形的自我影像（imago）只是以理想我 （ideal-I）的情況出現。
據拉岡的提法，小孩會在這時間內，視覺上有能力分別在鏡像中，被母親抱著的小孩，和母親的身體是個別被分開的兩個獨立個體，這種獨立和小孩子在原生（初生）時和母體合一的境況比較，是無比的創傷，也帶來最原始的痛苦。這種生理學上的分離狀態和心理上離開母親的痛苦，結合成鏡像期的初始經驗。
拉岡心理分析的核心是我（le moi）的位置，我是心理／認知／性格成形的基礎，拉岡曾經直接表示，鏡像期的理論是他所有理論的基礎，基本上鏡像理論有以下的衍生意義：
- 鏡像場景標示的是原生的痛苦，這種痛苦是類似出生時候，嬰兒離開母體時的分離痛苦，而這也是人生所有痛苦的基本結構。這痛苦既是無可選擇的，但同時提供積極推動力，個體得以成長。
- 鏡像場景是先於語言存在的心理發展，拉岡後期發展的三種心理境界論，鏡像理論是互為註腳的，由於鏡像場景的心理轉變是非語言性的，故此這時期的轉變或心理構成是無法以語言形式，得到解說的。由於語言是拉岡心理分析的唯一手段，換言之，這時期的心理轉變是超出心理分析所能解說的層面。
- 對於拉岡六十年代主力發展的三種心理境界論，其基本主題是對於完整的我，進行的反動。這也是後來拉岡回歸弗洛依德的中心考慮。當主體作為分裂的我，對應於主體／異體／自我／Objet a 等個體，形成拉岡主體理論的分裂不統一特性。
- 最後一點，也是比較少論者提及的，就是關於物質本體性的問題。拉岡在鏡像理論的文章中提及主體在建立自我的期間，依靠個體自身物質性（肢體在鏡像中的座標）和環境的物質性差異，作為對比。這種對於物質性的發現，具有濃厚哲學本體論意味。如果這種本體物質性是先於語言存在的話，它的物質性將會為拉岡有關實存的理論，提供的起始的基礎。當然，實存是拉岡系統中最困難的問題，仍然有待學者討論。

### 回歸弗洛依德
弗洛依德作為精神分析學的創始人，他多方面對人類心理、認知、感情、家庭關係、社會制約、精神病患的生成等主題，均提出過創新性提法。當中以早期的潛意識理論、講談治療法、夢的解釋、戀母情結，最能影響近代思潮。
拉岡並沒有直接參與弗洛依德活動，但他認為弗洛依德的繼承人，並未有真正取得弗洛依德的核心思想。拉岡倡議對弗洛依德作品進行精密的重讀，拉岡提出的回歸弗洛依德就是從文本精細閱讀中，抽取文字的延伸性。這做法在（後）結構主義時期的法國，有更深的意義。拉岡對弗洛依德早期的理論特別注重，他認為弗洛依德的革命性是他以語言（解夢／講談）作為心理分析的基礎，放棄了以生物學的作為心理分析學理論架構的做法。目前大部份的心理學研究，均加入大量生物學、腦細胞科學的數據作為支持，這方向和弗洛依德當年以語言、文化等人文科學作為基礎的方向，截然不同。
當時法國結構主義思潮大行其道，成為繼存在主義之後最能影響全人思潮的哲學路線，拉岡以結構主義語言學，結合到弗洛依德有關講談治療的心理分析學，令心理分析學能夠和二十世紀下半期最強大的符號學結合，產生一股心靈科學結合傳意科學匯合的哲學系統，是二十世紀下半期的重要發展。據此，回歸弗洛依德也可以理解為對應弗洛依德理論進行的結構主義式重讀。
回歸弗洛依德可說是總括拉岡一生的主導性方向，也同時是拉岡爭取成為弗洛依德心理分析學正統繼承的政治性角力。這角力亦同時昇華至理論上分歧，其間，美國為主導的國際分析學協會（International Psychoanalytic Association， IPA）和拉岡之間展開了長期的論戰。這論戰亦觸發了拉岡強大的反抗本質，形成自笛卡兒以來，歐陸理性主義和英美經驗主義的最大論戰。

### 心理結構論：想像界／象徵界／實相界
拉岡提出的心理結構，和弗洛依德的本我／自我／超我有所不同，特別是拉岡在其結構中加入了主體（Subject）的角色，主體是拉岡一個重要的構思，主體是語言學上所有言說的主動因素（例如英文句式中的" I "），在哲學上也令人想起我思故我在的我，也是提供認知心理境界時的主動性視點。在現象學上主體被理解為意向性（Intentionality），保羅‧利科在其論著「Rule of Metaphor」也提出和拉岡理論類似的說法。
- 想像界 （Imaginary Order）：是主體離開母體後產生的必然性心理結構。對於主體，胎兒時期在母體內安然自足的，是不可知的完美處境，是先於存在而存在的「零度生命境界」。可是，從出生的一刻開始，離開母體令嬰兒產生一種破裂後失去安全感和物質支援的痛苦，這種無可補救的痛苦，激發出對於自我的想像，從而發展出對於自我作為一個完整個體的幻想。這患得患失的境界被形容為回歸母體的原生慾望。可是，事實上主體並不是想像中的一個完整而可以行動自如的個體，嬰兒在鏡像期產生的喜悅，正是想像力推動的，是沒有物質基礎的幻想式快感。想像界突顯的是本我與自我之間的差異性，由於想像界是先於象徵界存在的，所以，這差異性也是不可言說的心理境況。在鏡像場景的嬰兒，對於本我的能動力和自我的慾望之間就存在不可滿足的差異。不過，這差異性並不只是發生在嬰兒時期，在主體成長後，想像界（包括當中本我與自我的差異）仍然不會離開主體，而且永遠成為心理結構的一部份。

- 象徵界 （Symbolic Order）：是突顯語言世界對主體心理的塑造，語言在拉岡看來不單止是溝通，其實包含社會上所有以語言符號維繫／創造／建構的現境，是現象學的現象世界，對應於實存，它是沒有物質性的外相。不過，對於拉岡來說，語言的真實性並不重要，因為它對於主體產生了無限的意義網絡，當中包念了認知、自我認同、規則、家庭關係、朋友關係、感情表達、社會制約、歷史時空、意識形態，是主體存在最重要的一部份。如果沒有了語言建構，類似猿人泰山的事，將不會是子虛烏有的故事。

- 實相界 （The Real）：是拉岡最神秘而富爭論性的說法。實存是主體在言說中無法言說的境界，是主體無法幻想的完美境界的真實存在，是全然物質性的，但又不能用言語說清的完美存在。實存界的物性推動拉岡思想進入後結構主義時代，由於實存無法由語言（象徵界）解讀，（這不是指實存界沒有符號運作。正好相反地，由於實存界有如黑洞一樣的內在動力，令二元對立的簡單符號操作沒法有效進行，因此反而意義的真空境）形成所有伴隨象徵界滲入的部份（道德、倫理、知識論、意識型態、社會組合、法則）均無法切入實存界，令物性問題成為拉岡進入拓樸世界的最好註脚。拓樸及拉岡晚相當注重的數元（matheme）概念，都是以實存界的邏輯，淩驾結構主義時代拉岡理論中完全依重語言和象徵運作的做法。

### Objet petit a（通常译为小a，客体小a，对象a）
Objet petit a 是無法翻譯的術語，拉岡指出在人類成長過程中，會將孩提時期某些特別的物品（例如某些玩具）認定為有特別意義的實體，此實體具有超乎單純心理價值的實質性存在。在拉岡系統之中，objet a 被視為心理發展過程的殘存物（residual），是經歷過想象界後，兒童面對以父權為代表的語言規則界之後，主體因為要被迫放棄原生性慾望，而取得的補償性的代替品，當中尤其是對作為經過戀母情結後的補償。故此，objet a有作為童年小玩偶的一切特質，也往往含有性徵（例如母親乳頭等）的某些特質。
隨着主體長大，objet a 會發展為一種戀物式的愛好，其物質性（觸摸物件時的手感）會引發主體一種獨特而不能言說的快感。Objet a 也是拉岡系統中唯一有絕對物質性的一項。因為這物體雖然作為一個隱喻着存在最大機密的意義，但矛盾的，這存在本身是不可言說的，既充滿重要意義信息，却又不可言說的。就連帶語言符號 objet a 本身亦不能翻譯。
這個拉岡理論中並不多提到的 objet a 在後期的言說中尤其重要，成為心理分析學的拓樸中一項重點提法。

### 精神病結構
精神病结构是拉康临床思想的核心，自从其精神病学博士论文《论妄想狂与人格的关系》之后，他从精神病学转入精神分析的维度，并且一生都对妄想狂有着兴趣。在第三本研讨班《精神病》中，拉康强调弗洛伊德对舒尔伯（Schreber）个案的语言学取向，并且，进而透过结构语言学的理论，发展出精神病所谓“脱落”（forclusion）的指征。这里，精神病由于脱落而导致在大他者的语言世界的紊乱：语词新作、听幻觉等等继发症状。并且运用I图示（神经症主体的R图示基础上产生）来构造自己对于精神病结构之理论，然而，距此20年后，拉冈在《圣状》（sinthome）的研讨班中，再度透过乔伊斯的例证，试图深入谵妄（delusion）与精神书写的关系，由此进入享乐之扭结的临床，精神病的结构再度得到精细化，透过不同的扭结可以进一步区分I图示所表达的脱落问题，对谵妄进一步进行构建，如后拉康学派的Maleval表示，在I图示上，谵妄需要区分四级，才能分别处理精神分裂妄想型、妄想症以及妄想痴呆的谵妄类型。而扭结的理论透过享乐问题的深入，如何从扭结的三界（即人格本身、弗洛伊德与荣格意义的情结）书写出思维和各种症状。拉康后期临床，因此也被称为享乐的临床。

## 對拉岡的評價
拉丁语国家和南美洲对拉岡有很多积极的评价，尤其对弗洛伊德的无意识进行了结构语言学和数学式的发展，重新开启了对弗洛伊德文本的阅读。甚至，再度找回弗洛伊德无意识之真理。并且在这个基础上，发展了精神分析，避免了自我心理学等其他学派过度缩减的理论带来的精神分析的退步。目前，世界精神分析学会（WAP）以及聚合组织（Convergencia）作为国际精神分析学会之外的两大国际性组织，展现了拉岡在精神分析中扮演的分量，并且持续地对哲学界、符号语言学、文艺评论、心理学甚至拓扑学产生着影响。当然，也因此导致了很多人的批评。例如，紐約大學物理學教授艾倫·索卡和比利時物理學家約翰·布里克蒙在他們合著的《知識的騙局》一書中批評拉岡使用在未經查證的狀況下濫用數學中的專有名詞如拓撲學，指控他是「草率的學究」，並且在書中提供大量的資料佐證拉岡濫用自己不理解的科學概念。許多人則全盤否定拉岡的作品；弗朗索瓦·鲁斯唐稱之為「亂無章法的偽科學，胡言亂語」，並引用諾姆·杭士基對於拉岡的評論：「可笑且自我感覺良好的江湖術士」。迪伦·埃文斯曾是一位研究拉岡的分析者，但他最終也認為拉岡學派是缺乏堅固科學基礎的，而且對病患的傷害大於幫助；此外，拉岡的追隨者不理性地將拉岡的話當作聖旨般崇拜。理查德·韦伯斯特則批評拉岡的作品晦澀難懂、自視甚高，並被當作宗教儀式般膜拜。

## 書目
- Dor, Joel Introduction to the Reading of Lacan: NY: Other Press (1998)
- Dor, Joel Clinical Lacan NY: Other Press (1998)
- Roudinesco, Elisabeth Jacques Lacan NY: Columbia UP (1997)
- 雅克·拉康研讨班

## 外部連結

### 機構
- WORLD ASSOCIATION OF PSYCHOANALYSIS（世界心理分析聯會） （页面存档备份，存于） 當今拉岡學派最具規範的聯會，由拉岡作品版權的法定編輯，亦是拉岡女婿 J-A 米內爾經營的心理分析組織，主要負責推動拉岡理論的研究。
- NEW LACANIAN SCHOOL (NLS) （页面存档备份，存于） 拉岡學派的學術訓練機構，負責管理全球拉岡分析師的訓練
- LACAN DOT COM （页面存档备份，存于） 美國拉岡學派大本營
- THE LONDON SOCIETY OF THE NLS （页面存档备份，存于） 英國唯一拉岡心理分析學會及訓練機構
- LACAN CIRCLE OF MELBOURNE （页面存档备份，存于） 澳洲拉岡學派組織，由拉岡的英語翻譯者Russell Grigg組成的心理分析學會
- AUSTRALIAN CENTRE FOR PSYCHOANALYSIS （页面存档备份，存于） 澳洲拉岡學派組織
- THE PSYCHOANALYTIC INITIATIVE IN HONG KONG 香港首個獨立拉岡學會
- CHENGDU PSYCHOANALYSIS SOCIETY （页面存档备份，存于） 中國四川成都心理分析中心

### youtube 資源
- Dr. Sean Homer: Reading Film with Lacan (English) （页面存档备份，存于）
- Dr. Sean Homer: The Sublime Object of Zizek (English) （页面存档备份，存于）
- Mr. C So: The Substantiality of Psychoanalytic Object (Cantonese) （页面存档备份，存于）

### 學院及訓練機構
- PSYCHOANALYSIS LOS ANGELES CALIFORNIA EXTENSION
- BOSTON GRADUATE SCHOOL OF PSYCHOANALYSIS （页面存档备份，存于）
- CENTER FOR LACAN ANALYSIS （页面存档备份，存于）